# Luotosaari (ö i Södra Savolax, S:t Michel, lat 61,76, long 26,74)
Luotosaari är en ö i Finland. Den ligger i sjön Puula och i kommunen Hirvensalmi i den ekonomiska regionen  S:t Michel och landskapet Södra Savolax, i den södra delen av landet, 200 km nordost om huvudstaden Helsingfors. Öns area är 1,4 hektar och dess största längd är 240 meter i sydöst-nordvästlig riktning.